# Tmesipteris vieillardii
Tmesipteris vieillardii là một loài dương xỉ trong họ Psilotaceae. Loài này được P.A. Dang. mô tả khoa học đầu tiên..
Danh pháp khoa học của loài này chưa được làm sáng tỏ. 